# 公元2150：失落的靈魂
《公元2150：失落的靈魂》（Earth 2150: Lost Souls）是一款即時戰略遊戲，且是《公元2150》的第二個後續作品，即《公元2150：月球計畫》的直接續作。儘管本作和月球計畫一樣是可以獨立執行的遊戲，但還是被多數人視為資料片，因為本作在遊戲上並沒有很大的改良，只有增加新的任務和武器。《失落的靈魂》的故事和《公元2150》是並行的，並在2002年釋出。

## 故事背景
地球的最後戰爭已經拉到高潮，聯合文明合眾國、歐亞帝國和月球企業為了地球日漸稀少的資源奮戰。在三大陣營的撤退艦隊完成以後，所有能逃的人類都已經逃離了地球，而剩下被遺棄在地球上的人（被稱為「失落的靈魂」）不肯就此放棄。他們繼續在地球上廝殺，希望能藉地球最後一點貧乏的資源逃走，以及對那些遺棄他們的人復仇。

## 陣營
和《月球計畫》一樣，本作有三個陣營：聯合文明合眾國、歐亞帝國和月球企業。

## 外部連結
- （德文）《失落的靈魂》官方網站
- （英文）IGN評測 （页面存档备份，存于）
- （英文）Gamespot評測Archive.today的存檔，存档日期2013-01-11
- （德文）《失落的靈魂》的故事劇情